# Parque Canadá
Parque Canadá (em hebraico:  פארק קנדה, em árabe: حديقة كندا, também conhecido como Ayalon Park,) é um parque nacional israelense que se estende por 7.000 dunams (7km2) e se estende desde a Terra de Ninguém até a Cisjordânia. O parque está localizado ao norte da Rodovia 1 (Tel Aviv-Jerusalém) e está situado perto do Vale de Ayalon, entre a Interseção de Latrun e Sha'ar HaGai.
O parque está repleto de atrações naturais, incluindo florestas artificiais, matas mediterrâneas que abrigam muitas flores locais e os restos de antigas plantações. O parque também possui uma série de pontos de interesse histórico, incluindo um forte judeu hasmoneu, túmulos e banhos rituais do período do Segundo Templo e da Revolta de Bar Kokhba, um forte cruzado, um banho romano que foi transformado em um maqam, os vestígios de três antigas cidades árabes palestinas e vários memoriais militares. Também existem áreas de lazer, nascentes e várias vistas panorâmicas em colinas.
O Parque Canadá é considerado um destino turístico popular para os israelenses, atraindo cerca de 300.000 visitantes anualmente.

## Características

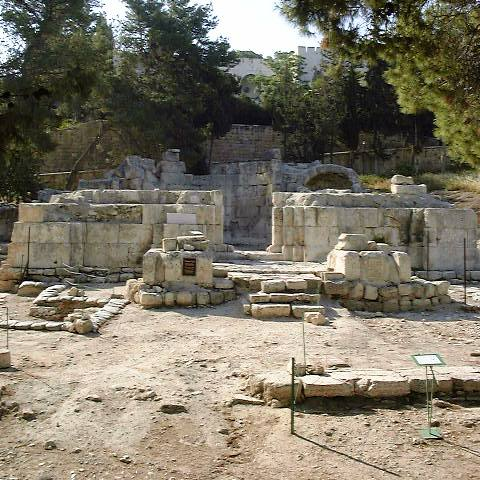
Ruínas de igreja bizantina no Parque Canadá

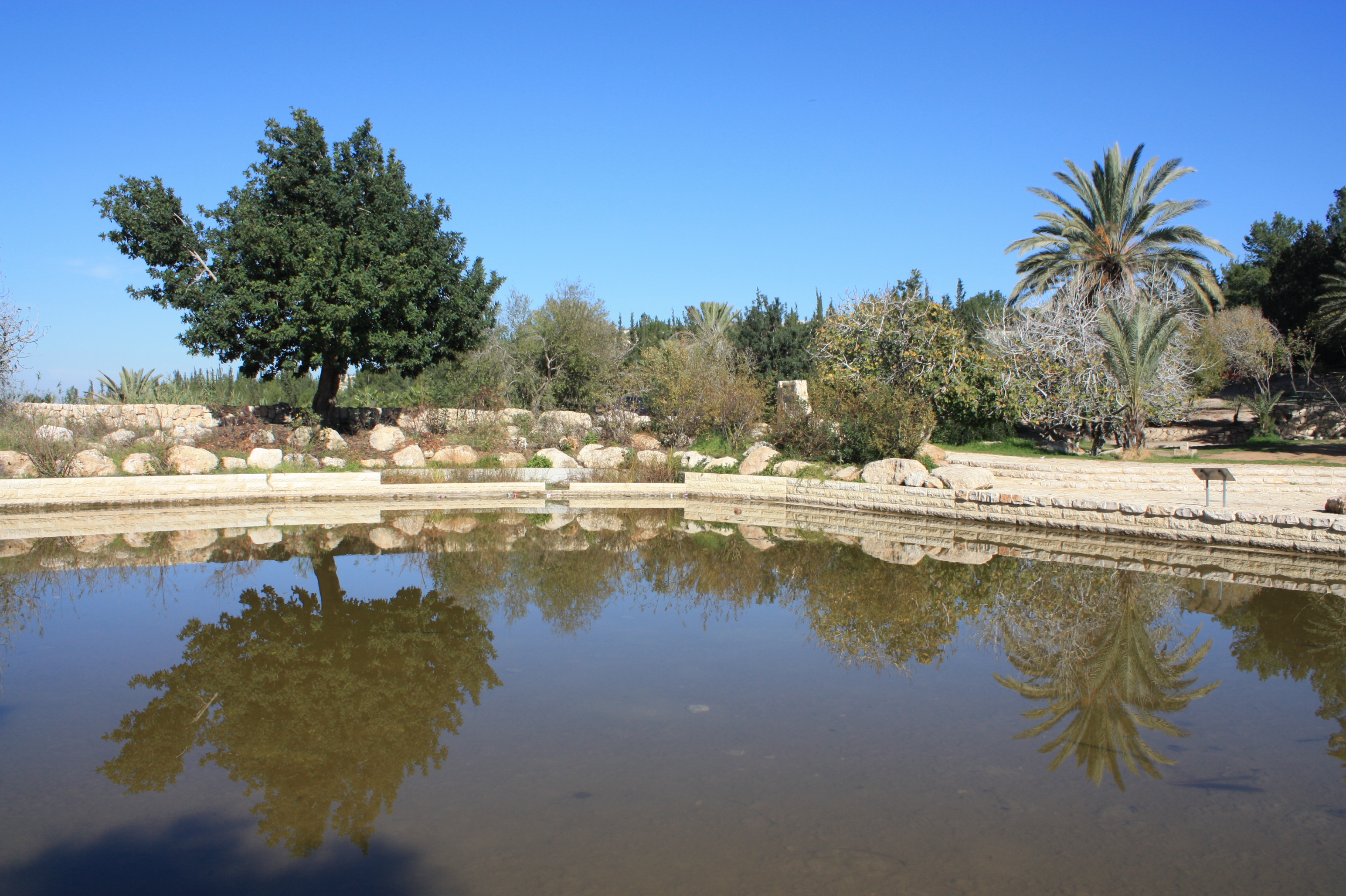
Lago no Parque Canadá

O Parque Canadá cobre uma área de 7.000 dunams e é repleto de áreas arborizadas, trilhas para caminhadas, recursos hídricos e locais arqueológicos. As árvores no parque incluem oliveiras, alfarrobeiras, romãzeiras, pinheiros e amendoeiras. A área também abriga uma variedade de vida selvagem, desde lagartos e tartarugas até corvos-cinzentos e gaio-azul. Ruínas históricas no terreno do parque incluem um banho romano, um cemitério judeu hasmoneu e uma fortaleza cruzada (Castellum Arnaldi). Dois mikvehs do período do Segundo Templo, um tipo de banho ritual judeu, também foram descobertos no local. Ao pé de uma das colinas que domina a cidade de Modi'in, há um grande reservatório construído pelo Fundo Nacional Judaico para irrigar campos locais.
No centro do parque, há uma floresta plantada em memória dos mais de 300 judeus americanos e canadenses que morreram nas guerras de Israel ou foram vítimas do terrorismo. Uma cerimônia anual em memória é organizada pela Associação de Americanos e Canadenses em Israel (AACI). Em 2011, a cerimônia contou com a presença do embaixador dos EUA em Israel, Daniel Shapiro.

## Estabelecimento e financiamento canadense

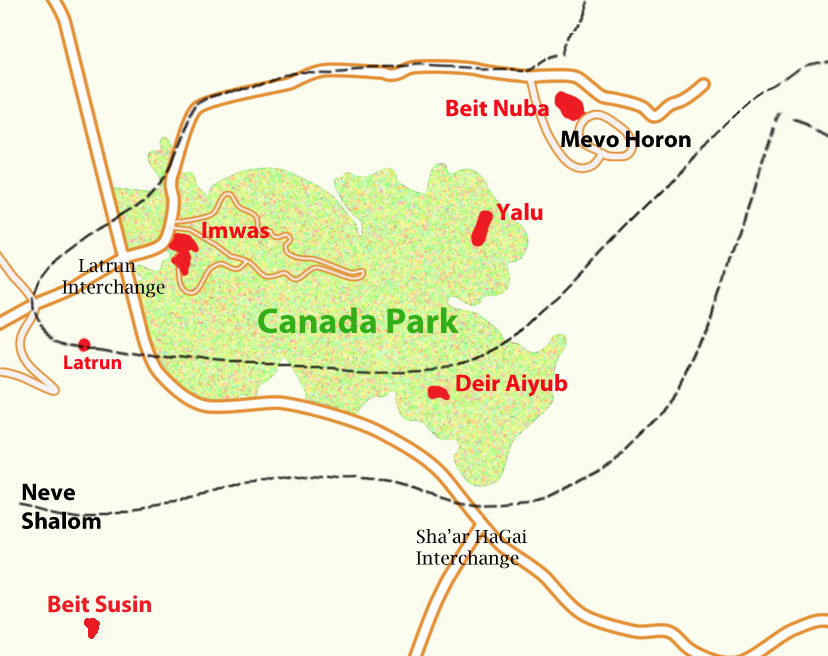
Mapa de aldeias destruídas e linhas de armistício

Após capturar a área em 1967 durante a Guerra dos Seis Dias, Israel tomou as aldeias palestinas da região, que foram então arrasadas por ordem do general israelense Yitzhak Rabin, com 7.000 a 10.000 habitantes expulsos e 1.464 casas demolidas. Imwas, Yalo e Bayt Nuba foram demolidas como parte de planos estratégicos para ampliar o corredor de Jerusalém. Dayr Ayyub, também nas instalações do parque, havia sido parcialmente destruída durante os combates em 1948 e nunca reconstruída.
Em 1972, Bernard Bloomfield de Montreal, então presidente da JNF Canadá, liderou uma campanha entre a comunidade judaica canadense para arrecadar $ 15 milhões ($ 80 milhões em termos de valores de 2010) para o estabelecimento do parque. A estrada que leva ao parque leva o nome de John Diefenbaker, ex-primeiro-ministro canadense, que a inaugurou em 1975. O projeto foi concluído em 1984.

## Pedido dos moradores para retornar
Aos habitantes foram oferecidos indenização, mas não foram autorizados a retornar. As terras das três aldeias foram confiscadas e declaradas uma área fechada, e somente declaradas 'terra pública' para ser desenvolvida como parque recreativo dois anos depois, em 1969. O assentamento de Mevo Horon foi construído nas terras de Bayt Nuba em 1970. A sinalização no parque indica que ele faz parte do Departamento de Arqueologia, Administração Civil da Judeia e Samaria, sendo a Judeia e Samaria os termos israelenses para a Cisjordânia.
Em 1976, os moradores palestinos de Imwas, Yalo e Beit Nouba escreveram ao primeiro-ministro israelense Yitzhak Rabin pedindo o que descreveram como seu "legítimo direito humanitário de retornar às aldeias de onde fomos expulsos" a fim de reconstruir suas casas sem solicitar compensação a Israel. Eles não receberam resposta. Em 2007, a ONG israelense Zochrot escreveu ao ministro da Defesa de Israel, Ehud Barak, em nome dos moradores, perguntando por que eles não podiam retornar às suas casas. Em 2008, o escritório do ministro informou que "não era permitido o retorno dos habitantes da vila por motivos de segurança".
Em 2013, o Departamento de Assuntos de Negociações da Autoridade Nacional Palestina lançou uma campanha para que o Vale de Latrun, com 50 km (30 milhas) de extensão e contíguo à Linha Verde, fosse devolvido como 'parte vital e integral do Estado da Palestina conforme definido pela fronteira de 1967.'

## Críticas
Segundo o ex-parlamentar israelense e ativista político de esquerda, Uri Avnery, a criação do parque equivaleu a cumplicidade na limpeza étnica, e o envolvimento canadense em sua criação foi um "encobrimento de um crime de guerra". Segundo Meron Benvenisti, a função de projetos de reflorestamento como o Parque Canadá era confiscar terras árabes nos territórios palestinos que Israel ocupou após 1967. O programa de reflorestamento da JNF privilegia o pinheiro em relação às espécies indígenas e, segundo Ilan Pappé, a escolha de plantar uma floresta com base em espécies de crescimento rápido foi ditada pela consideração de prejudicar rapidamente o retorno de refugiados às suas terras, enquanto, como árvores perenes, ocultavam rapidamente os locais de aldeias demolidas com folhagem o ano todo.